# 三菱Colt
三菱Colt（日语：三菱・コルト）乃日本三菱汽車於1978年至2013年之間、2023年至今製造發售的次緊湊型掀背車，此外「Colt」這個車名也自1962年起使用在多款三菱車種上，詳情請見後述。

## 車名之歷史
三菱開始使用車名「Colt」肇始於1962年，先是推出一系列的輕型車和次緊湊型車，接著1978年至2002年之間使用在外銷版的三菱Mirage。1970年至1994年之間，三菱位於北美洲市場的長期合作夥伴克萊斯勒以專屬進口的方式引進當地，再換牌成道奇Colt、普利茅斯Colt、普利茅斯Colt Vista等車種。除了這些車種之外，三菱也將Colt使用在其他不相關的車型上。比如三菱L200皮卡車1992年至2008年投放到南非市場時稱作三菱Colt，第二代三菱Delica在印尼市場也是使用「三菱Colt L300」這個名字，還有三菱扶桑Canter在該地稱作「三菱Colt Diesel」。
在1974年至1984年之間，三菱甚至在英國當地成立寇特汽車（英語：Colt Car Company），專門負責進口及銷售所有三菱的車款。相同的情況也發生在紐西蘭市場，直至1970年第一代三菱Galant在該地上市為止才恢復三菱的名稱。

## 三菱Colt 600/800/1000/1100/1200/1500（1962年至1971年）
原廠首先在1962年推出的三菱Colt 600使用「Colt」之名，這是整個五人座次緊湊型車系列中的第一部，搭載594c.c.直列二缸OHV氣冷式NE35B型引擎。當時三菱重工業麾下共有三家分公司生產汽車，分別是水島製作所的三菱Colt 800，以及名古屋製作所與京都製作所共同生產的三菱Colt 1000，不過兩個車款在技術上並沒有關聯性。Colt 800衍生出1966年的Colt 1000F、1968年的Colt 1100F、1969年的Colt 11F等；Colt 1000則衍生出1966年的Colt 1100、1968年的Colt 1200、1965年的Colt 1500等車款。
- Colt 600
- Colt 1000
- Colt 1000F
- Colt 1100
- Colt 1100F
- Colt 1200
- Colt 1500

## 外銷版Mirage（1978年至2002年）
原廠在1978年發售第一代Mirage，這是一輛前置前驅的掀背車，稍晚在1982年衍生4門轎車版，其銷往歐洲和澳大利亞的車名便是Colt。1982年至1989年之間澳洲版的Colt，由澳洲三菱汽車在當地組裝製造。1978年至2002年之間總共出售了5個世代的Colt，這些脫胎自Mirage的Colt以「三菱Lancer」之名在許多不同地方銷售，而Colt這個車名在歐洲通常僅限掀背車型，轎車和旅行車則被歸為Lancer之名。
- 1978年–1983年
- 1983年–1987年
- 1987年–1991年
- 1991年–1995年
- 1995年–2002年

## 三菱Colt Z21/23A/30系（2002年至2013年）
在日本通稱為「Z car」，是由三菱與戴姆勒-克萊斯勒共同開發，採用和司麥特Forfour相同的底盤平台，外觀委由法國籍設計總監奧利佛·寶雷操刀設計。2002年6月原廠宣布以「Colt」之名在當地上市，這個車名睽違30年之後重返日本市場。由於三菱採取顧客可以自由選擇配備，再加上車頭進氣壩是被車迷戲稱為「寶雷臉」的造型，引起了毀譽參半的議論。
2002年11月11日於日本正式上市，當月旋即獲得優良設計獎。動力心臟有兩種：1.3L直列四缸DOHC 4G19型及1.5L直列四缸DOHC 4G15型引擎，最大馬力分別為90ps及98ps。
2003年8月21日推出「Bloom Edition」特仕車，包含由該公司女性職員組成的「FM-seeds」團隊所提案的特殊車身顏色、真皮座椅套、白木紋路音響面板、抗紫外線車窗玻璃、空氣清淨機等配備。
2004年10月25日實施小改款，動力來源改成1.3L直列四缸DOHC 4A90型及1.5L直列四缸DOHC 4A91型，此二具引擎是由三菱與戴姆勒-克萊斯勒所共同研發。此外，追加一款搭載1.5L直列四缸DOHC 4G15型渦輪增壓引擎的「RALLIART」車型，另有「Limited Navi Edition」、「Limited Edition」等二款特仕車；延伸車長、軸距的衍生車款三菱Colt Plus也一併登場。其中具有中冷器的1.5L直列四缸DOHC 4G15型渦輪增壓引擎在MIVEC可變氣門正時技術的加持之下，可輸出147 hp / 6,000rpm的最大馬力及155lb⋅ft / 3,500rpm的扭力峰值。
三菱Colt亦於同年度投放至歐洲、澳大利亞等市場，動力來源則有1.1L直列三缸DOHC 3A91型、1.3L直列四缸DOHC 4A90型、1.5L直列四缸DOHC 4A91型以及1.5L直列四缸DOHC 4G15型等四種選擇。2004年11月更提供一具1.5L直列三缸DOHC OM639 Di-D型柴油引擎，具備渦輪增壓器、中冷器、缸內直噴等設定，可榨出95ps的最大馬力。
2006年，原廠在3月舉辦的日內瓦汽車展展出電動硬頂敞篷的版本「Colt CZC」，旋即在4月於歐洲市場銷售。事實上早在前一年的相同車展便已經推出Colt coupe-cabriolet概念車，是原廠與義大利著名汽車設計公司賓尼法利納共同合作設計。量產化之後採用雙門2+2座之佈局，入門型使用1.5L直列四缸DOHC 4A91型，進階型則是1.5L直列四缸DOHC 4G15型渦輪增壓引擎搭配5速手排變速箱。同年5月30日，日本發售性能版本的三菱Colt RALLIART Version-R。後來亦出口至澳洲、紐西蘭等地，稱之為「三菱Colt Ralliart」。新加坡和香港也有此車款，不過卻是CVT變速箱版本。
2008年4月28日推出限量300輛的「Colt Ralliart Version-R Special」，差異在於採用無段熔接式工法強化其單體車身結構，使得車架剛性再提升10%。10月23日實行部分改良，車頭設計改成與Colt Plus相同，「Very」車型增加具有撥水性及鏡片加熱式的後視鏡、4支喇叭，「1.3RX」車型追加HID頭燈，並廢除「Very+navi」、「G」、「1.5RX」等車型。
同年歐規車型實施小改款，外觀上最大的改變在於俗稱「鯊魚頭」的車頭設計，內裝方面的改變在於全新的立體聲音響、空調旋鈕、儀表板及其他部件。此外，不再使用1.5L直列三缸DOHC OM639 Di-D型渦輪增壓柴油引擎。至於日本市場，則推遲至2009年10月才施行小改款。
2012年12月日本國內宣布停產，販售至翌年1月為止。

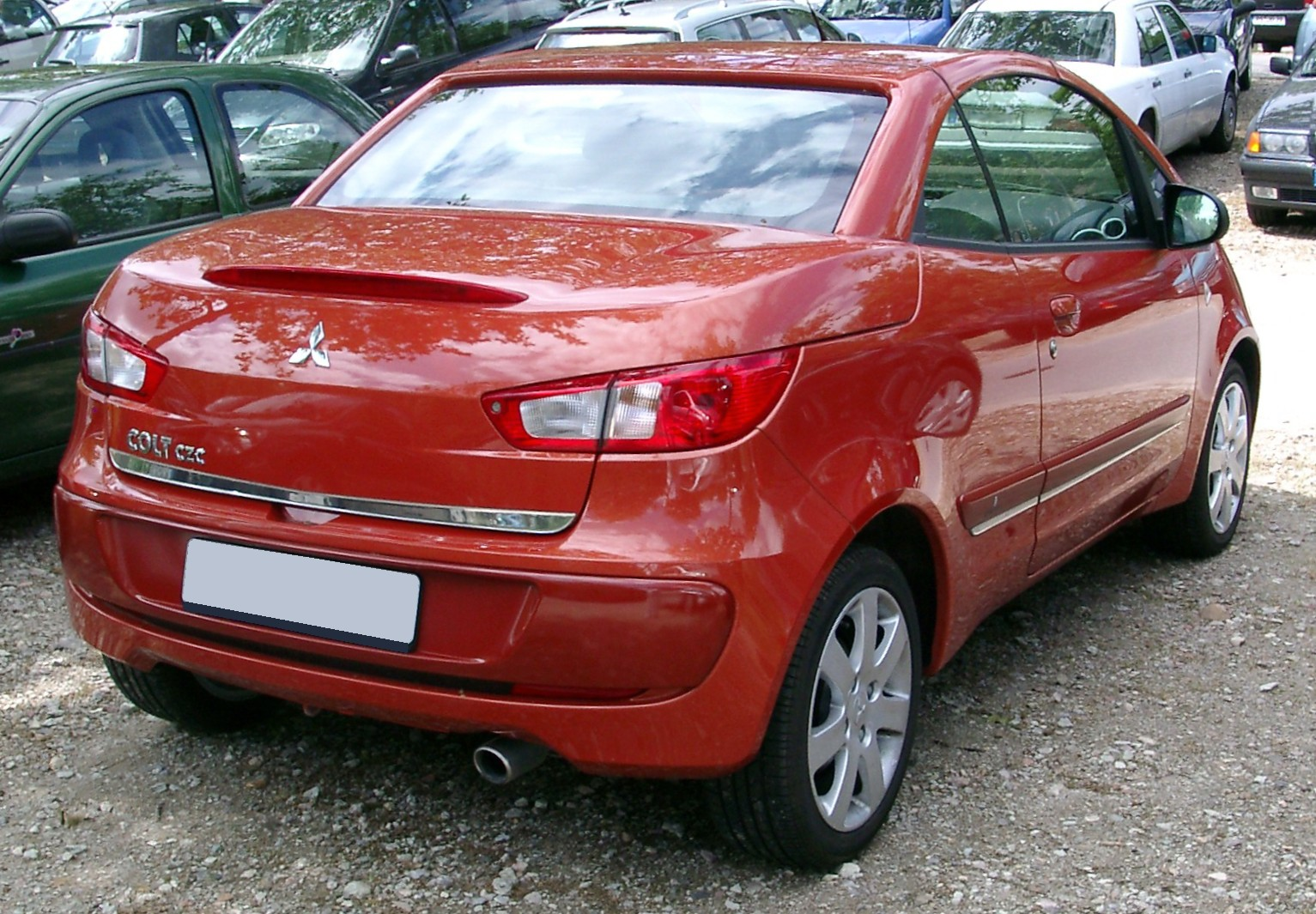
Colt CZC車尾
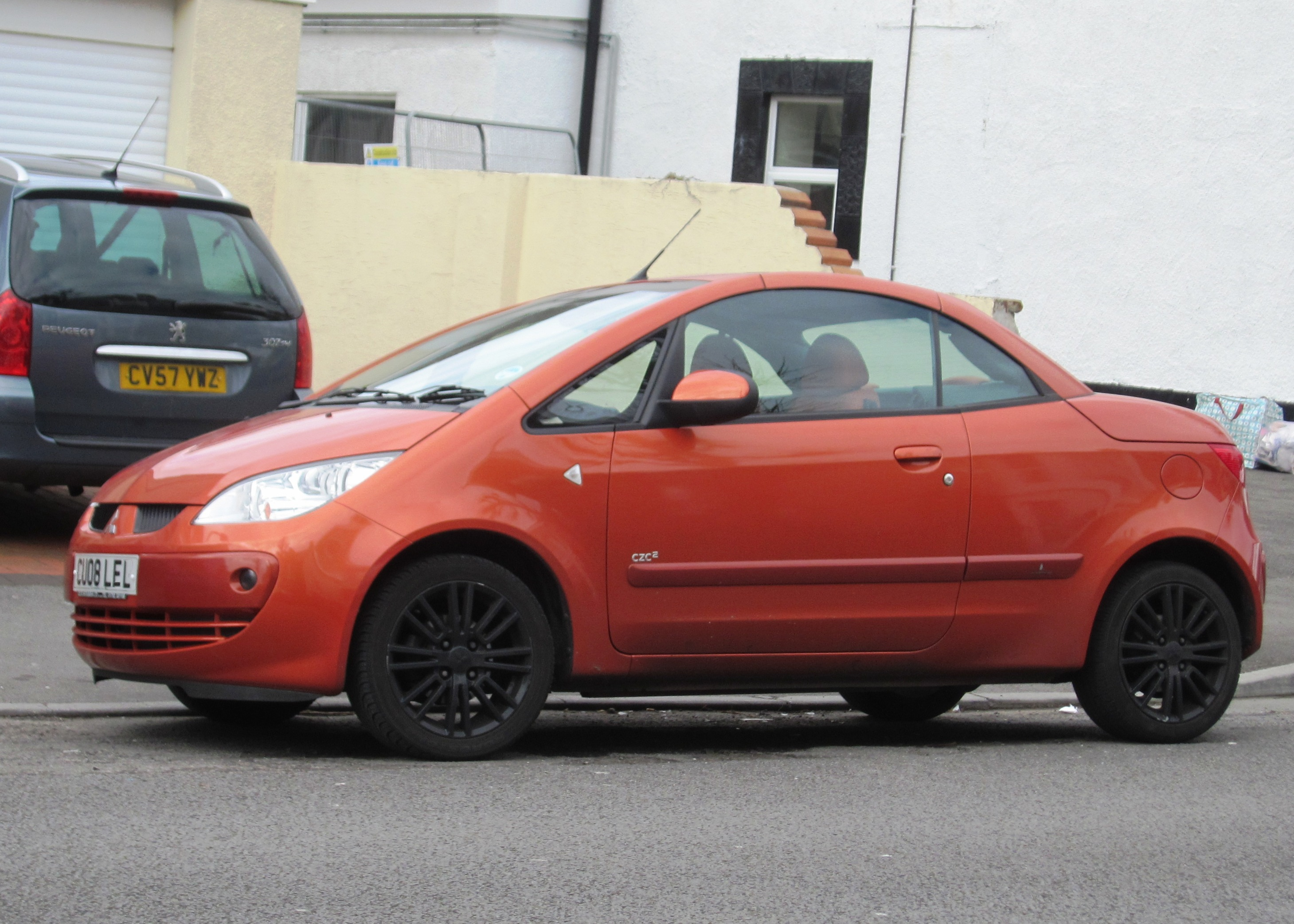
Colt CZC2
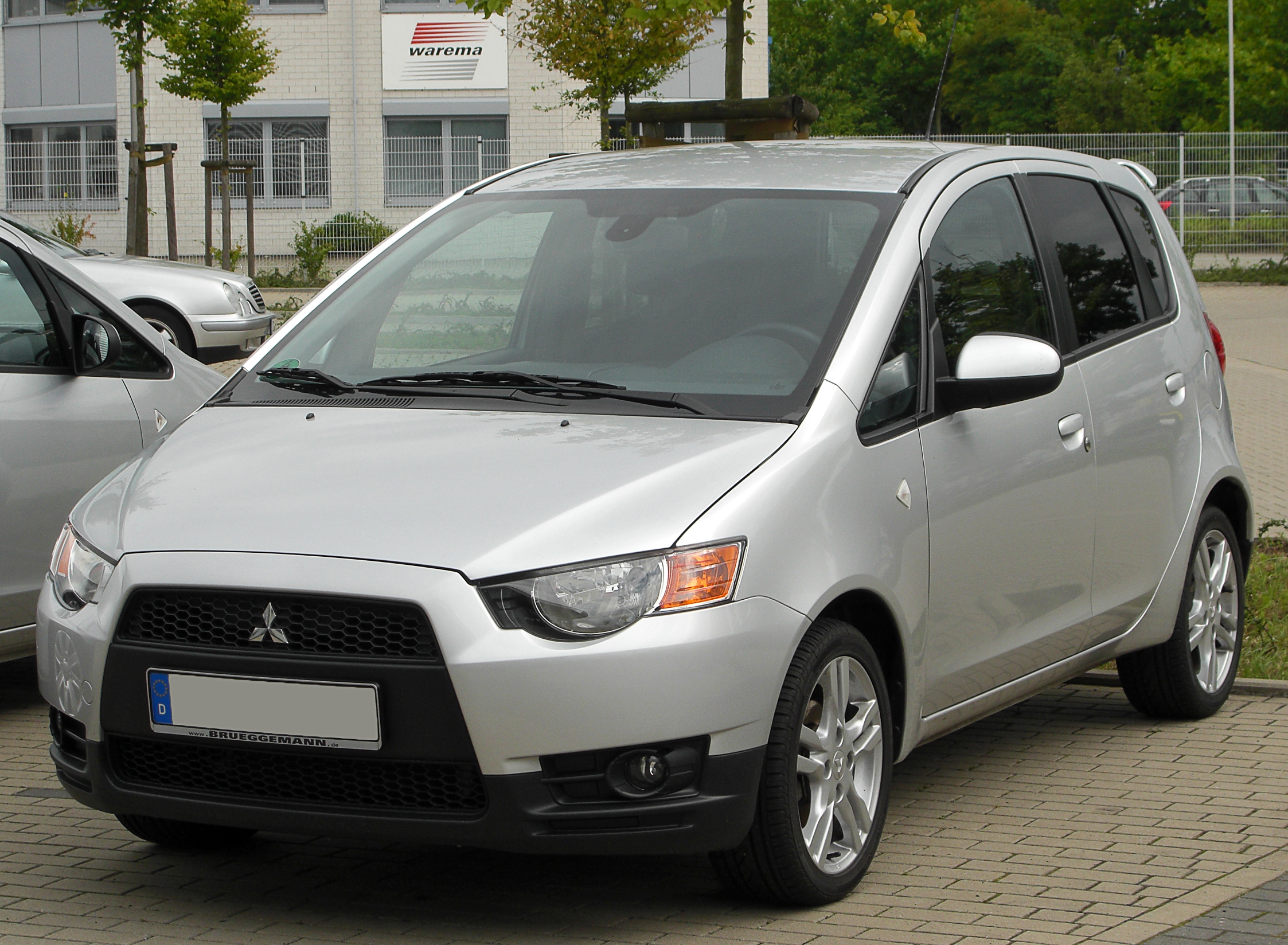
歐規小改款後的車頭造型
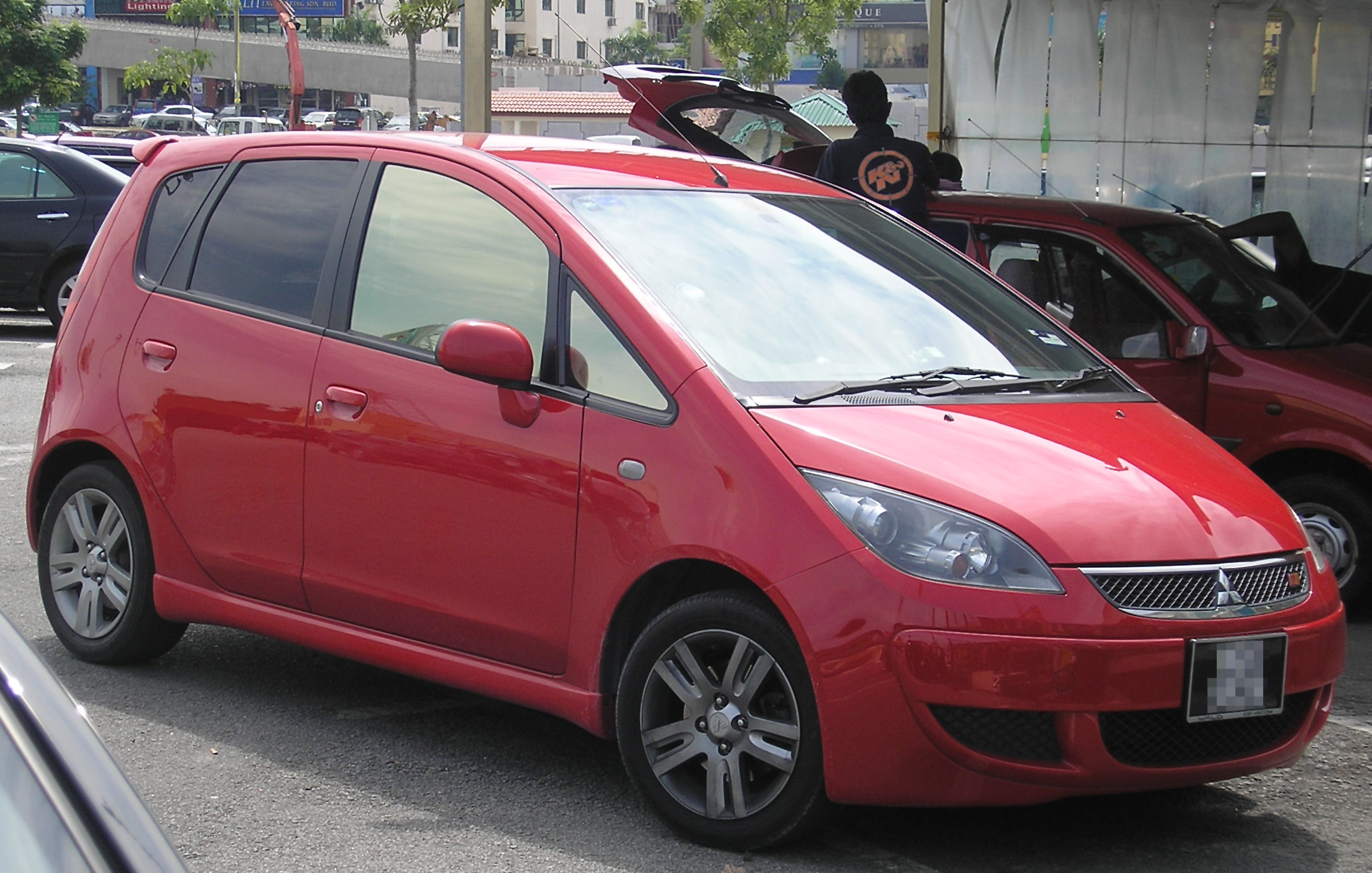
亞規5門車型（後期）
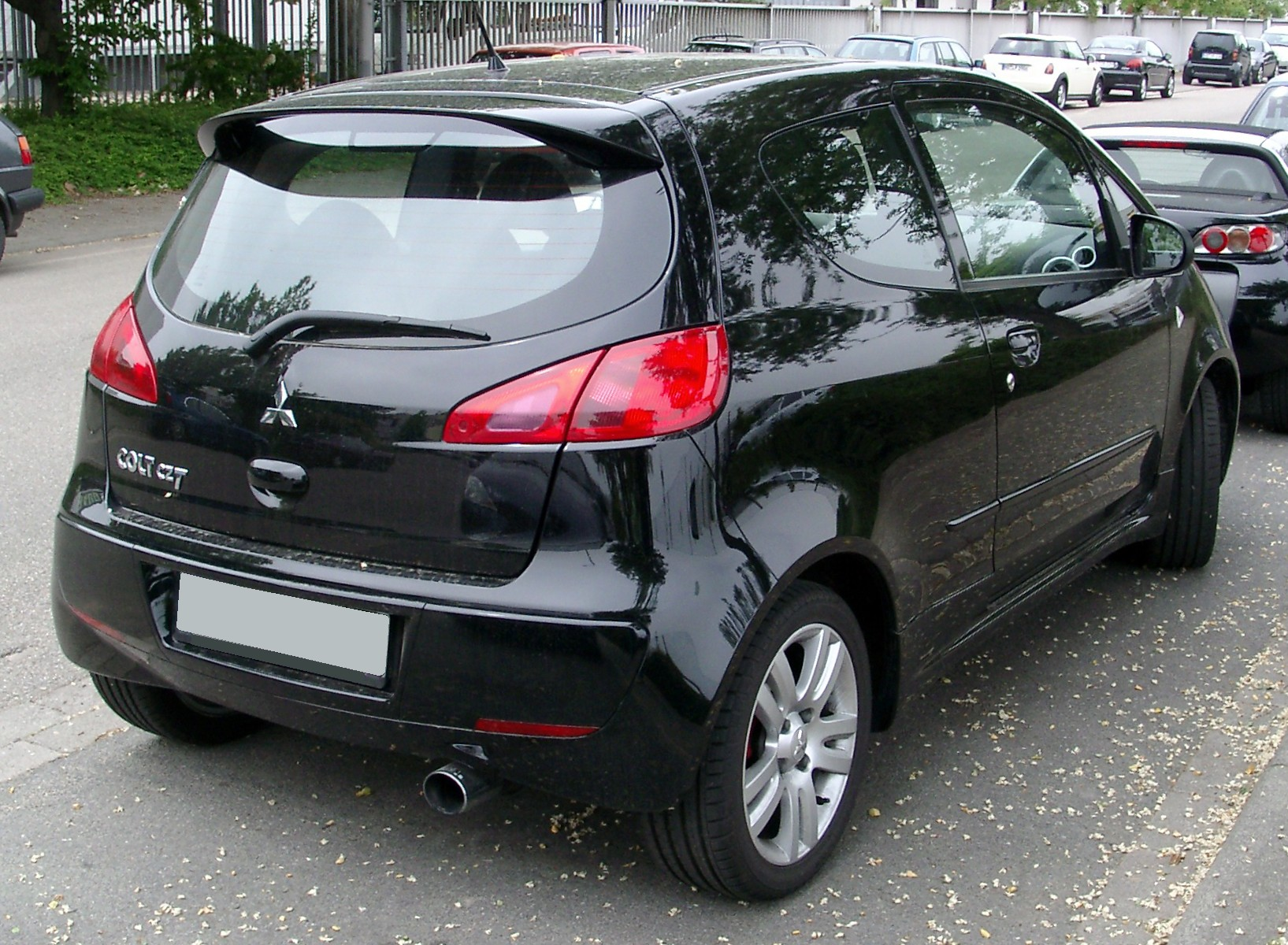
歐規3門車型
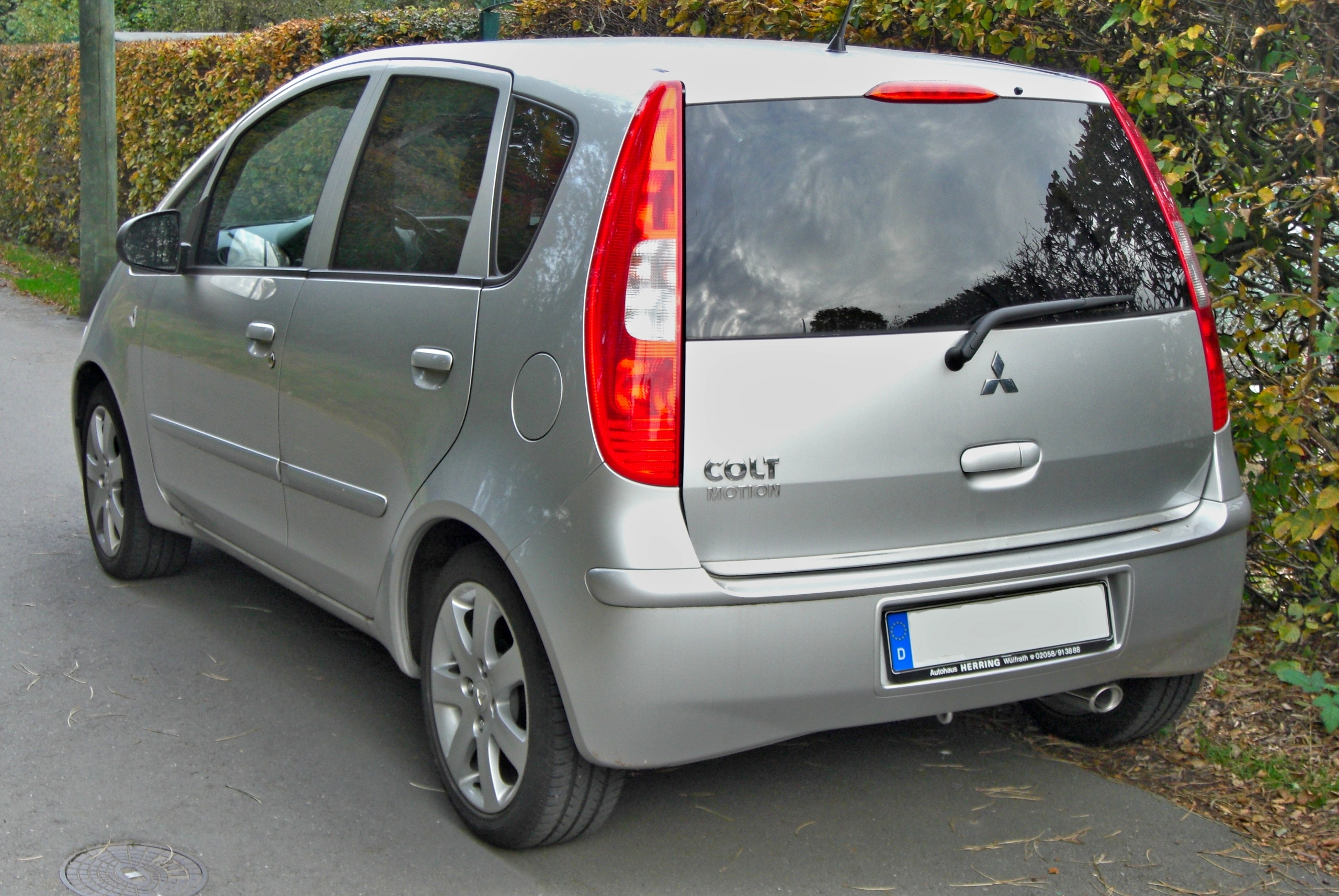
歐規5門車型

## 雷諾Clio換牌版Colt（2023年迄今）
2023年第五代雷諾Clio於歐洲換牌為三菱Colt。

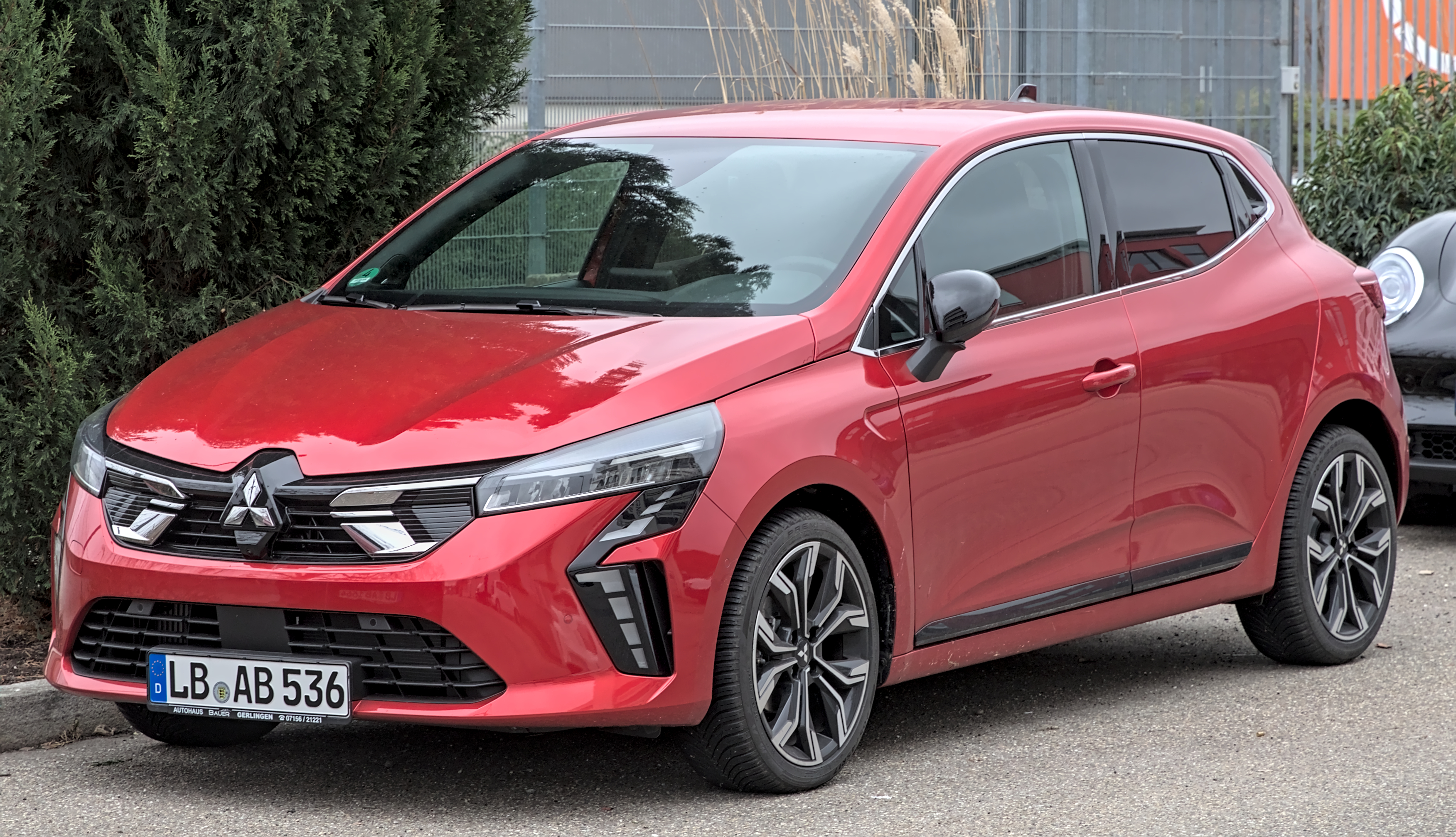
2023年三菱Colt
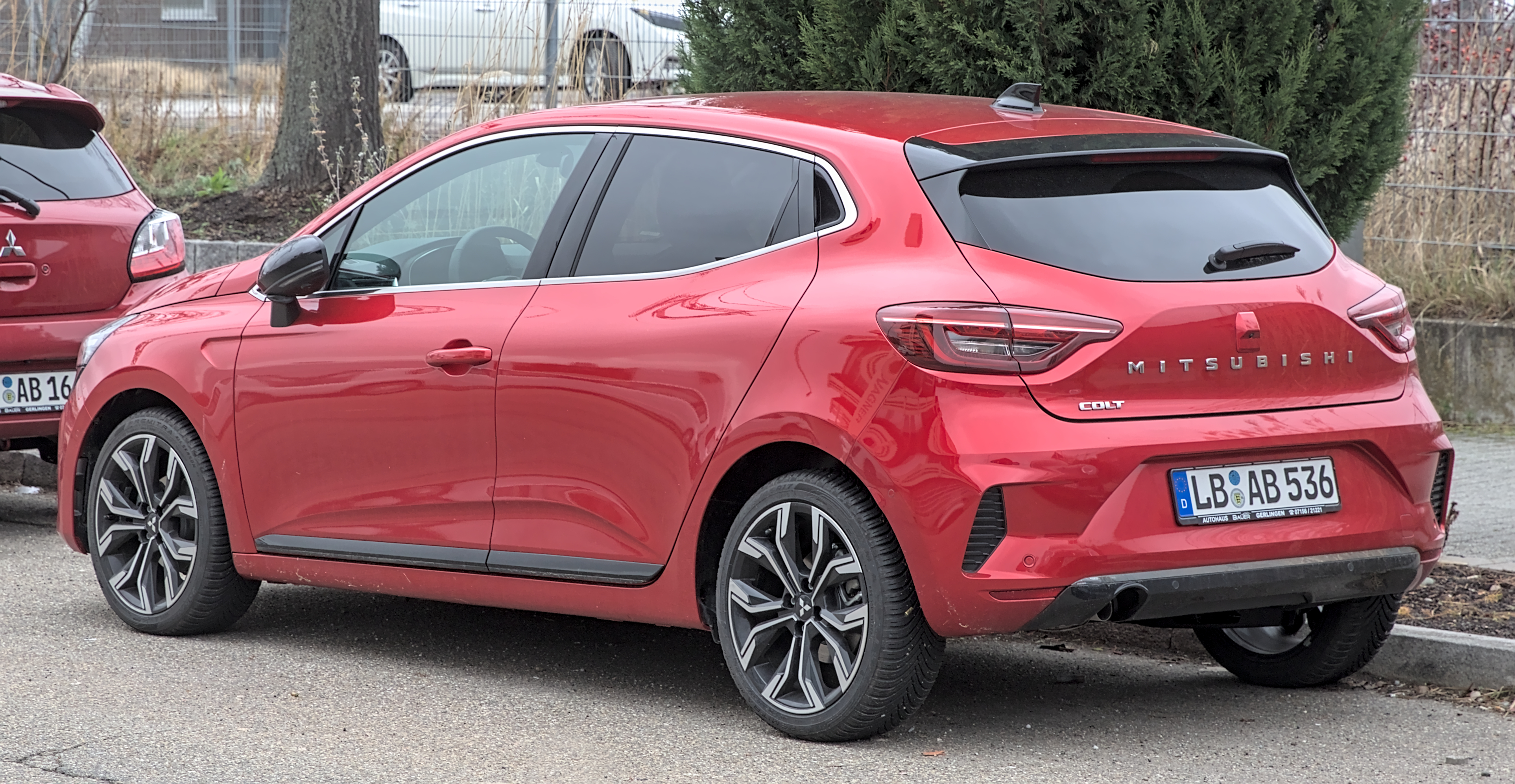
2023年三菱Colt（車尾）
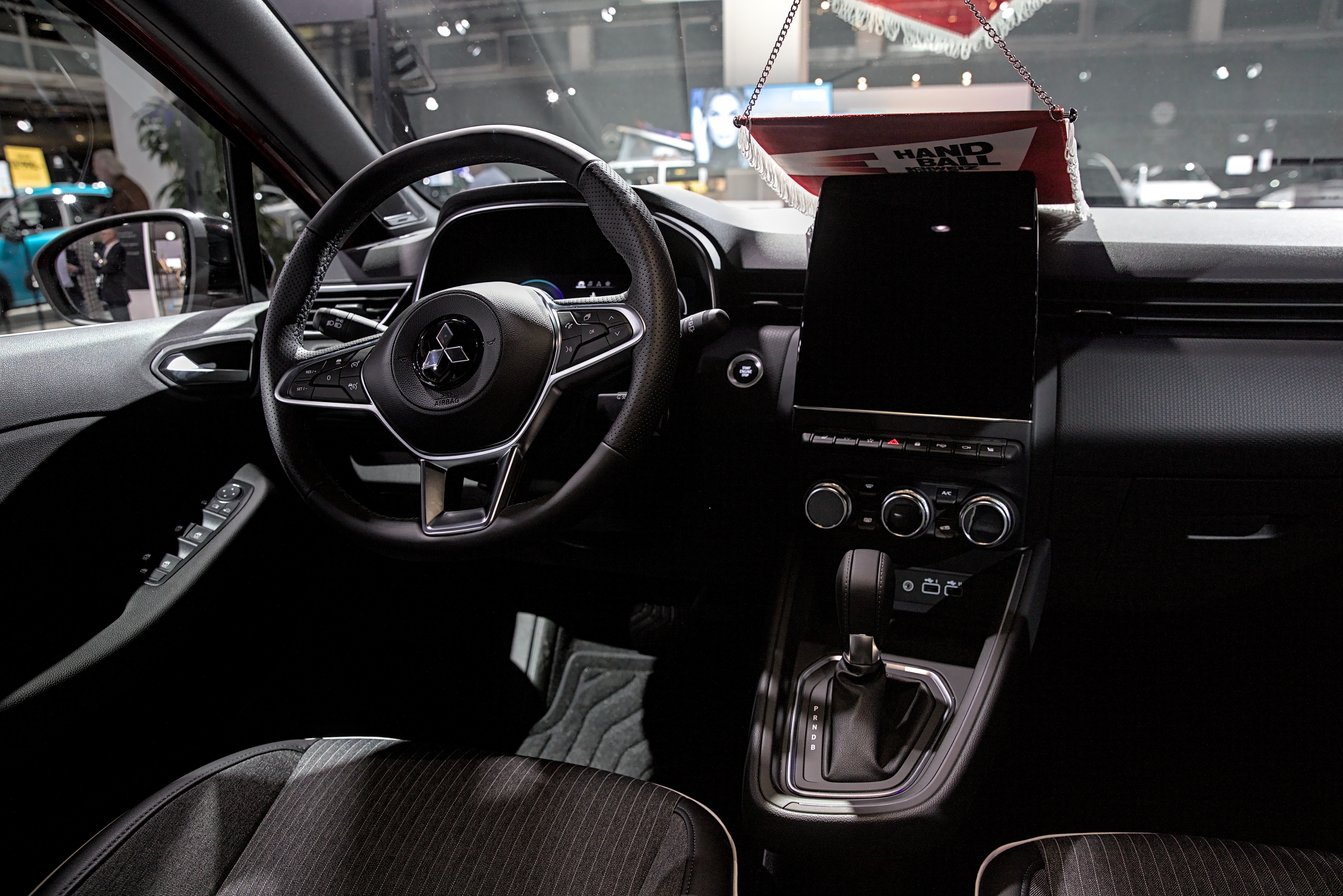
內裝

## 概念車

### 三菱Colt 600 Convertible（1962年）
1962年新三菱重工業（三菱重工業前身）曾於第9屆東京車展公開亮相一部以三菱Colt 600改造的敞篷車，名為「Colt 600 Convertible」，但是這部敞篷車從未正式量產化。

### 三菱CZ2（2001年）
CZ2是一輛公布於2001年第35屆東京車展的原型都市車，預告下一代的Colt外型設計。

### 三菱CZ3 Tarmac（2001年）
CZ3 Tarmac與上述的CZ2同時公開，雖然共享同一個底盤平台，但採用排氣量更大的引擎，以及更大的車室空間。

### 三菱CZ3 Tarmac Spyder（2003年）
原廠於2003年底特律車展公開一輛名為「CZ3 Tarmac Spyder」的概念車，這是CZ3 Tarmac的敞篷版。

### 三菱CZ2 cabriolet（2003年）
「CZ2 cabriolet」概念車則是前述CZ2的敞篷版，發表於2003年第73屆日內瓦汽車展。

### 三菱Colt EV（2005年）
2005年5月11日三菱公開發表一輛名為「Colt EV」的實驗性電動汽車，該車款屬於MiEV計劃之一，在Colt的兩個後輪安置輪轂馬達、主電源來自鋰離子電池。電動馬達最大出力可達20kW，極速為150km/h，充電可行駛距離為150公里。

## 外部連結
- （日語）Webモーターマガジン：【懐かしの国産車 40】三菱 コルトは新開発エンジンとCVTで燃費とパワフルさの両立をアピールした （页面存档备份，存于）